# Роберт Есекс
Роберт Есекс (1591–1646) (енгл. Robert Devereux, 3rd earl of Essex) био је енглески војсковођа. У англо-шпанском рату 1625-29. као вицеадмирал флоте претрпео је 1625. пораз у нападу на Кадиз. У рату против Шкотске 1639 (Први бискупски рат) био је генерал-лајтнант (командант коњице) у краљевој војсци. На чело снага Парламента у енглеском грађанском рату постављен је 12. јула 1642. Није искористио свој успех у бици код Еџхила 23. октобра. Код Тернем Грина (енгл. Turnham Green), средином новембра исте године, осујетио је краљев покушај да заузме Лондон. У 1643. изгубио је готово сву војску својом неактивношћу, па је јануара 1645. смењен.